# 岡山県立邑久高等学校
岡山県立邑久高等学校（おかやまけんりつ おくこうとうがっこう）は、岡山県瀬戸内市邑久町尾張にある県立高等学校。略称は「邑久高」（おくこう）。

## 概要
1921年（大正10年）、岡山県邑久実科高等女学校として設立され、2010年11月5日に、創立90周年を迎えた。
単位制を採っている普通科単科高校。2011年度から岡山県立高等学校で初の「学び合い授業」を導入。2020年頃から生活ビジネス科が、開設

## 沿革
- 1921年（大正10年）4月：岡山県邑久実科高等女学校開校。
- 1922年（大正11年）4月：岡山県牛窓実科高等女学校開校。
- 1924年（大正13年）4月：岡山県牛窓実科高等女学校が岡山県牛窓高等女学校となる。
- 1926年（大正15年）4月：岡山県邑久実科高等女学校が岡山県邑久高等女学校となる。
- 1948年（昭和23年）4月：学制改革により邑久高等女学校が岡山県立邑久高等学校と改称、牛窓高等女学校が岡山県立牛窓高等学校と改称。
- 1949年（昭和24年）8月：岡山県立邑久高等学校、岡山県立牛窓高等学校を統合し、岡山県立邑久高等学校となる。
- 1955年（昭和30年）：ハンセン病患者向けの分校として、国立療養所長島愛生園内に「新良田教室」を設置[1]。
- 1987年（昭和62年）：「新良田教室」閉校[1]。
- 1998年（平成10年）3月：家政科を閉科。
- 2010年（平成22年）11月：創立90周年式典。
- 2012年（平成24年）10月：瀬戸内牛窓国際交流フェスタ参加のため瀬戸内市と友好交流協定を結ぶ韓国慶尚南道密陽市の高校生8人が来校。

## 部活動
運動部
- 野球部
- サッカー部
- バレーボール部
- 剣道部
- テニス部
- バドミントン部
- 陸上部
- バスケットボール部
- ヨット部

文化部
- 吹奏楽部
- 美術部
- 茶華道部
- 演劇部
- アート書道部
- 文学部
- 棋道同好会

ヨット部は地理的に牛窓ヨットハーバーに近く、岡山県代表として全国高等学校総合体育大会ヨット競技大会、国民体育大会セーリング競技、全国高等学校選抜ヨット選手権大会に出場している。

## 周辺
- 瀬戸内市役所
- 瀬戸内市中央公民館・歴史資料館
- 瀬戸内警察署尾張駐在所
- JR赤穂線邑久駅
- 邑久郵便局
- 中国銀行邑久支店
- 備前日生信用金庫邑久支店・邑久中央支店
- 岡山市農業協同組合瀬戸内支店
- ハローズ邑久店
  - ザグザグ邑久店
  - ダイソーハローズ邑久店
- ゆめタウン邑久
  - すわき後楽中華そば
  - ダイソーゆめタウン邑久店
- ダイキ邑久店
- セブン-イレブン瀬戸内市役所前店
- ローソン岡山邑久町店
- メガネの三城邑久駅前店
- ヤマダ電機テックランド瀬戸内店
- エディオン瀬戸内店

## 主な出身者
- 伊礼幸雄 - 沖縄県伊平屋村長
- 速水けんたろう - 歌手・元うたのおにいさん。
- 中山ラマダ - 漫画家。3年次に硬式野球部の主将を務めた。
- KATSU - angelaのギター・キーボード担当。
- 山﨑慶一 - 高校野球指導者（岡山城東高校、岡山学芸館高校、興譲館高校監督）

## ロケ地
- 晴れのち晴れ、ときどき晴れ（松竹） - 瀬戸内市を舞台とする2013年秋公開の映画。2012年9月18日にこの邑久高内での撮影が行われた[2]。